# Тиле, Колин
Ко́лин Ти́ле (англ. Colin Milton Thiele; 16 ноября 1920, Юдунда, Австралия — 4 сентября 2006, Брисбен, Австралия) — австралийский писатель и педагог. Прославился своими отмеченными наградами произведениями для детей, среди которых особенно выделяются повести «Штормик и мистер Персиваль» и «Голубой Финн», «» и «Февральский дракон».
Будучи заместителем директора и директором Учительского колледжа Уоттл-Парк, а также директором Колледжа передового образования Мюррей-Парк в 1960-х и 1970-х годах, Колин Тиле оказал значительное влияние на подготовку учителей в Южной Австралии.

## Биография
Родился в городе Юдунда, Южная Австралия, в семье немецких переселенцев. Был четвертым из пяти детей. Маленький Колин говорил только по-немецки до тех пор, пока не пошёл в школу в Джулия-Крик. Он обучался в нескольких сельских школах, включая школу высшего начального образования в Юдунде и среднюю школу Капунды, прежде чем поступил в Аделаидский университет, который окончил в 1941 году.
После окончания университета работал преподавателем, обучая школьников и студентов. В 1965 году он стал директором Учительского колледжа Уоттл-Парк, а в 1973 году возглавил Колледж передового образования Мюррей-Парк. До своего выхода на пенсию в 1980 году он был директором Центра учителей Уоттл-Парк.
В 1977 году за заслуги в области литературы и образования был удостоен звания Компаньона Ордена Австралии, второй по значимости награды этого ордена.
С 1955 года страдал от тяжёлой формы артрита, и в последние годы жизни переехал из Южной Австралии в более тёплый климат штата Квинсленд, поселившись рядом с городом Дейборо.
Колин Тиле скончался 4 сентября 2006 года в возрасте 85 лет от сердечной недостаточности в больнице Брисбена. Его смерть осталась практически незамеченной в СМИ, так как он умер в тот же день, что и австралийский натуралист и телеведущий Стив Ирвин.

## Военная служба
В декабре 1940 года Тиле вступил в Австралийскую армию, служил в 18-м Лёгком кавалерийском полку (пулемётное подразделение) в звании рядового. В июле 1942 года перевёлся в Королевские военно-воздушные силы Австралии, где до конца Второй мировой войны служил капралом в Штабе ПВО на аэродроме Хиггинс-Филд на полуострове Кейп-Йорк.

## Литературная деятельность
Первой опубликованной книгой Тиле стал учебник по географии, написанный из-за неудовлетворённости доступными на тот момент материалами.
Написал более 100 книг, многие из которых описывают жизнь в сельской Австралии, особенно в районах Юдунды, долины Баросса, а также региона реки Муррей и Кооронг. Его произведения отличаются глубоким вниманием к природе, культуре и внутреннему миру персонажей.
Несколько произведений Тиле были адаптированы для кино и телевидения, включая «Штормик и мистер Персиваль», «Голубой Финн», «Солнце над жнивьем» и «Огонь в камне».

## Награды и признание

#### Медали и премии
- 1977 — Компаньон Ордена Австралии за вклад в литературу и образование[9].
- 1997 — Медаль Дромкина[англ.] за вклад в детскую литературу.
- 2001 — Медаль Столетия Австралийской Федерации за заслуги перед искусством как поэт и писатель[10].

#### Литературные премии и признание
- 1982 — Лауреат премии «Книга года» Австралийского совета по детской книге (CBCA) за роман англ. The Valley Between.
- 1976 — Награда «Серебряный карандаш» в Нидерландах за «Штормик и мистер Персиваль».
- 1972 — Включён в международный почётный список премии Ханса Кристиана Андерсена за «Голубой Финн».

#### Признание
- Имя Колина Тиле носит библиотека в кампусе Магилл Университета Южной Австралии.
- В его честь названа трасса Thiele Highway в Южной Австралии.
- В Юдунде, родном городе писателя, установлен памятник, изображающий Колина Тиле вместе с героем своей книги, пеликаном Персивалем.

## Публикации на русском языке
- «Штормик и мистер Персиваль» (англ. Storm Boy) / пер. В. С. Муравьев. — М.: Азбука-Аттикус, 2020. — 62 с. — ISBN 978-5-389-18067-3.
- «Штормик и мистер Персиваль. Рассказы» / пер. В. С. Муравьев, С. Магомет. — М.: Азбука-Аттикус, 2022. — 210 с. — ISBN 978-5-389-18068-0.
- «Маяк Молоткового Мыса» (англ. The Hammerhead light) / пер. Е. Морозова. — М.: Волчок, 2022. — 141 с. — ISBN 978-5-907567-00-9.